# 小松貴
小松 貴（こまつ たかし、1982年 – ）は日本の昆虫学者である。

## 略歴
信州大学大学院総合工学系研究科 山岳地域環境科学専攻博士課程修了、博士（理学）。九州大学熱帯農学研究センターで日本学術振興会特別研究員、2017年から国立科学博物館で協力研究員。
アリと共生する好蟻性生物を研究しつつ、国内外で種々の生物を観察して撮影するフィールドワークを重ねている。
2015年に、アフリカ大陸へ調査遠征する目的で学術系クラウドファンディングサイト academistで費用支援を募るプロジェクト「謎多きアリの「居候」の多様性を調べたい！」を起案し、2月14日から2か月間の期限内で目標の130万円を超える155万7800円を集めた。得られた支援金を用いて2015年5月9日 - 26日にカメルーン、2016年5月24日 - 6月12日にケニアでそれぞれ野外調査した。

## 著書

### 単著
- 裏山の奇人：野にたゆたう博物学 小松貴 著 東海大学出版部  2014（フィールドの生物学 ; 14）
- 虫のすみか：生きざまは巣にあらわれる 小松貴 著 ベレ出版 2016（BERET SCIENCE）
- 絶滅危惧の地味な虫たち：失われる自然を求めて 小松貴 著 筑摩書房  2018（ちくま新書 ; 1317）
- 昆虫学者はやめられない：裏山の奇人、徘徊の記 小松貴 著 新潮社  2018
- ハカセは見た!!学校では教えてくれない生きもののひみつ：生きものの知られざる素顔 小松貴 著 講談社  2018（日能研クエスト：マルいアタマをもっとマルく!）

### 共著
- アリの巣の生きもの図鑑 = The Guests of Japanese Ants 丸山宗利, 小松貴, 工藤誠也, 島田拓, 木野村恭一 著 東海大学出版会  2013
- アリの巣のお客さん 丸山宗利 文,小松貴, 島田拓 写真 あかね書房  2015
- アリのくらしに大接近 丸山宗利 文,島田拓, 小松貴 写真 あかね書房  2015
- アリの社会：小さな虫の大きな知恵 坂本洋典, 村上貴弘, 東正剛 編著 東海大学出版部  2015
- 超拡大で虫と植物と鉱物を撮る：超拡大撮影の魅力と深度合成のテクニック 新井文彦, 石黒久美, 伊知地国夫, 海野和男, 奥山清市, 尾園暁, 工藤誠也, 小檜山賢二, 小松貴, 坂本昇久, 高嶋清明, 田中陵二, 湊和雄, 吉田譲 文と写真 文一総合出版  2017（自然写真の教科書 ; 1）

### 監修
- ちいさな虫のおおきな本 ユーヴァル・ゾマー 著,バーバラ・テイラー 監修,小松貴 日本語版監修,神田由布子 訳 東京書籍  2017